# Dysmachus theodori
Dysmachus theodori là một loài ruồi trong họ Asilidae. Dysmachus theodori được Engel miêu tả năm 1930.